# جيمس كورتني
جيمس كورتني (بالإنجليزية: James Courtney)‏ هو سائق سيارة سباق أسترالي، ولد في 29 يونيو 1980 في سيدني في أستراليا.

## روابط خارجية
- جيمس كورتني على موقع DriverDB.com (الإنجليزية)